# العلاقات الإماراتية الغامبية
العلاقات الإماراتية الغامبية هي العلاقات الثنائية التي تجمع بين الإمارات العربية المتحدة وغامبيا.

## مقارنة بين البلدين
هذه مقارنة عامة ومرجعية للدولتين:
| وجه المقارنة                                              | الإمارات العربية المتحدة | غامبيا       |
| --------------------------------------------------------- | ------------------------ | ------------ |
| المساحة (كم2)                                             | 83.60 ألف                | 11.30 ألف    |
| عدد السكان (نسمة)                                         | 9.40 مليون               | 2.10 مليون   |
| الكثافة السكانية (ن./كم²)                                 | 112.44                   | 185.84       |
| العاصمة                                                   | أبو ظبي                  | بانجول       |
| اللغة الرسمية                                             | اللغة العربية            | لغة إنجليزية |
| العملة                                                    | درهم إماراتي             | دالاسي غامبي |
| الناتج المحلي الإجمالي (بليون دولار)                      | 382.58 مليار             | 1.01 مليار   |
| الناتج المحلي الإجمالي (تعادل القوة الشرائية) بليون دولار | 640.72 مليار             | 3.34 مليار   |
| الناتج المحلي الإجمالي الاسمي للفرد دولار أمريكي          | 40.44 ألف                | 471          |
| الناتج المحلي الإجمالي للفرد دولار أمريكي                 | 67.67 ألف                |              |
| مؤشر التنمية البشرية                                      | 0.835                    | 0.441        |
| رمز المكالمات الدولي                                      | +971                     | +220         |
| رمز الإنترنت                                              | .ae، .امارات             | .gm          |
| المنطقة الزمنية                                           | ت ع م+04:00              | 00           |

## منظمات دولية مشتركة
يشترك البلدان في عضوية مجموعة من المنظمات الدولية، منها:
| علم المنظمة | اسم المنظمة                               | تاريخ انضمام الإمارات العربية المتحدة | تاريخ انضمام غامبيا |
| ----------- | ----------------------------------------- | ------------------------------------- | ------------------- |
|             | مؤسسة التنمية الدولية                     | 23 ديسمبر 1981                        | 18 أكتوبر 1967      |
|             | البنك الإفريقي للتنمية                    | ?                                     | ?                   |
|             | يونسكو                                    | 20 أبريل 1972                         | 1 أغسطس 1973        |
|             | مؤسسة التمويل الدولية                     | 30 سبتمبر 1977                        | 19 سبتمبر 1983      |
|             | منظمة حظر الأسلحة الكيميائية              | ?                                     | ?                   |
|             | الأمم المتحدة                             | 9 ديسمبر 1971                         | 21 سبتمبر 1965      |
|             | الاتحاد الدولي للاتصالات                  | 27 يونيو 1972                         | 27 مايو 1974        |
|             | منظمة التعاون الإسلامي                    | ?                                     | ?                   |
|             | منظمة الشرطة الجنائية الدولية             | ?                                     | ?                   |
|             | الاتحاد البريدي العالمي                   | ?                                     | ?                   |
|             | البنك الدولي للإنشاء والتعمير             | 22 سبتمبر 1972                        | 18 أكتوبر 1967      |
|             | المركز الدولي لتسوية المنازعات الاستشارية | 22 يناير 1982                         | 26 يناير 1975       |
|             | وكالة ضمان الاستثمار متعدد الأطراف        | 20 أكتوبر 1993                        | 11 سبتمبر 1992      |
|             | منظمة التجارة العالمية                    | ?                                     | ?                   |

## وصلات خارجية
- موقع وزارة الخارجية الإماراتية
- موقع وزارة الخارجية الغامبية